# Isotakofores

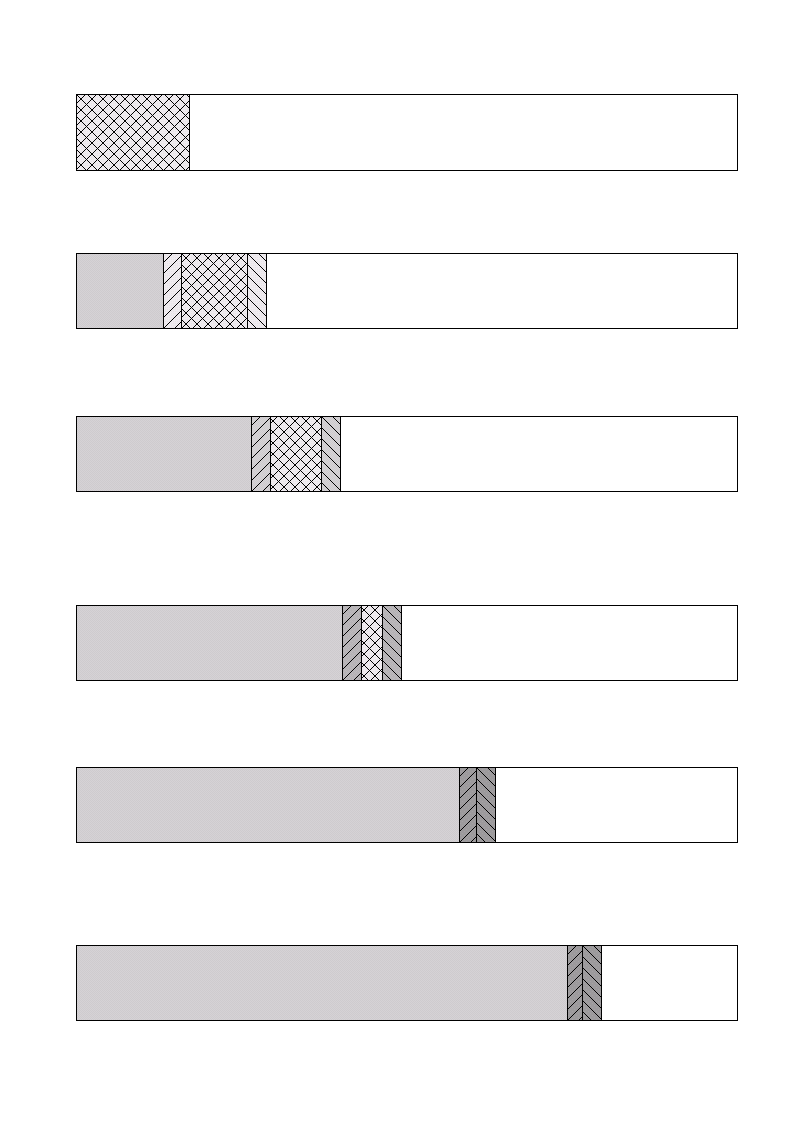
Stadium under en ITF-separation med ett två analyter.
Vit: ledande elektrolyt; grå: terminerande elektrolyt; snedstreckat: analyter

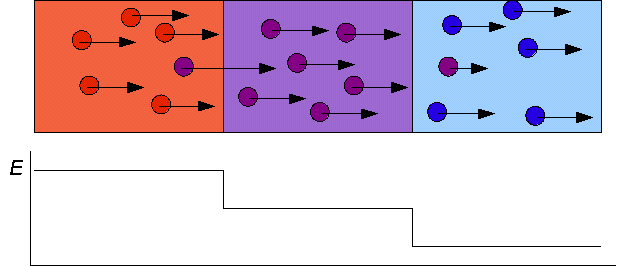
Den så kallade "self-sharpening effect": på grund av en skillnad i det elektriska fältet, kommer en jon att röra sig snabbare när den kommer in i den tidigare zonen, och långsammare när det kommer in i nästa. Därför kommer den hålla sig i "sin" zon. Nedan motsvarande elektriskt fält för varje zon.

Isotakofores (grekiska: iso = samma, tachos = hastighet, phoresis = förflyttning) är en teknik inom analytisk kemi som används för att separera laddade partiklar. Det är en utveckling av elektrofores. Det är en kraftfull separationsmetod som använder ett okontinuerligt elektriskt fält för att skapa skarpa gränser mellan analyter i provet.
I konventionell elektrofores bärs nästan all ström av den elektrolytiska bufferten. Provet vandrar under inflytande av ett homogent elektriskt fält. Bufferten bestämmer pH på mediet och påverkar provet beroende på dess pK-värde. Delarna och provet vandrar i olika hastigheter och blir utspädda av diffusion. Det är oftast nödvändigt att förbereda provet på något sätt innan det går att använda. 
I isotakofores tillsätts provet mellan en snabb, ledande elektrolyt och en långsam, terminerande elektrolyt. Efter applikation av elektrisk potential skapas ett svagt elektriskt fält i den ledande elektrolyten och ett kraftigare elektriskt fält i den terminerande elektrolyten. pH i provet bestäms av en motjon från den ledande elektrolyten, som rör sig i motsatt riktning.
I det första steget vandrar provets delar i olika hastighet och börjar separera från varandra. De snabbare delarna av provet kommer skapa ett lägre elektriskt fält vice versa. Till slut har provets olika delar helt separerats och koncentrerats vid en jämviktskoncentration, omgiven av skarpa elektriska fältskillnader. Specifika så kallade spacermolekyler eller markörmolekyler kan läggas till provet för att fysiskt separera de olika delarna av provet från varandra.
Isotakofores är överlägset jämfört med konventionella separationstekniker. Att välja experimentella parametrar är dock komplext, men väl värt det om det lyckas. En tillämpning där isotakofores används rutinmässigt är vid microchipsbaserad separation av proteiner.
Isotakofores kallas på engelska isotachophoresis, förkortat ITP, Steady-State-Stacking, displacement electrophoresis, förkortat DE, eller Disc Electrophoresis. 